# Víctor de Arriazu y Mendiri
Víctor de Arriazu y Mendiri, IV marqués de Mendiri y conde de Abárzuza (París, Francia 1886- Pamplona, España 1945) fue un militar, aristócrata, terrateniente y jurista español.

## Biografía
Nació en París (Francia) el 26 de marzo de 1886. Fueron sus padres don Carlos de Arriazu y Arriazu y doña María Teresa de Mendiri y Gurtubay, III marquesa de Mendiri y condesa de Abárzuza. Su padre era tataranieto del militar carlista don Francisco de Paula de Arriazu y Walpole descendiente del primer ministro del Reino Unido Sir Robert Walpole, I conde de Orford. 
Su madre era la mayor de las nietas del general don Torcuato Mendiri y Corera, I marqués de Mendiri y conde de Abárzuza. Fue su padrino de bautismo el pretendiente al trono de España y joven infante don Jaime de Borbón y Borbón-Parma, reconocido por los carlistas, tras la muerte de su padre, Carlos VII, con el nombre de «Jaime III».

Estudió en el Colegio de San Francisco Javier de Tudela de la Compañía de Jesús. Cursó la carrera de Derecho entre las universidades de Deusto y Madrid. En su juventud fue miembro de las Juventudes Jaimistas de Navarra. Casó en Londres en 1906 con doña Victoria Serrano de Echavarri y Reynolds-Lancaster. Fruto de este matrimonio nacieron siete hijos. 
Tras la proclamación de la II República española en 1931, fue colaborador en la reorganización de la Comunión Tradicionalista tras regresar al carlismo los mellistas e integristas. 
En los albores de la guerra civil española participó en la junta Suprema militar presidida y organizada por don Alfonso Carlos de Borbón y Austria-Este. Tras el estallido del conflicto armado, jugó un papel muy relevante como enlace en el sur de Navarra para la financiación y avituallamiento militar de las tropas de voluntarios requetés de Pamplona. Asimismo, combatió  durante la guerra como capitán de requetés y partió hacia el frente de Zaragoza junto a otros ilustres miembros de familias carlistas como don Ignacio Baleztena.
Su participación en la causa carlista le valió  ser condecorado con la Orden de la Legitimidad proscrita por don Alfonso Carlos en 1936. Murió en Pamplona el 6 de enero de 1945 a la edad de 59 años.